# Temporada 2015 del fútbol colombiano
La Temporada 2015 del fútbol colombiano abarca todas las actividades relativas a campeonatos de fútbol profesional, nacionales e internacionales, disputados por clubes colombianos, y por las selecciones nacionales de este país en sus diversas categorías.

## Torneos locales

### Categoría Primera A

#### Torneo Apertura
- Final.

| Fecha                                                           | Ciudad   | Equipo local           | Resultado | Equipo visitante       |
| --------------------------------------------------------------- | -------- | ---------------------- | --------- | ---------------------- |
| 3 de junio                                                      | Palmira  | Deportivo Cali         | 1 : 0     | Independiente Medellín |
| 7 de junio                                                      | Medellín | Independiente Medellín | 1 : 1     | Deportivo Cali         |
| Deportivo Cali se coronó campeón con un marcador global de 2:1. |          |                        |           |                        |

| Campeón Deportivo Cali Noveno título |

#### Torneo Finalización
- Final.

| Fecha | Ciudad       | Equipo local      | Resultado        | Equipo visitante  |
| --- | ------------ | ----------------- | ---------------- | ----------------- |
| 16 de diciembre | Barranquilla | Junior            | 2 : 1            | Atlético Nacional |
| 20 de diciembre | Medellín     | Atlético Nacional | 1 : 0 (3:2 pen.) | Junior            |
| Atlético Nacional se coronó campeón con un marcador global de 2:2 y ganando 3:2 en los tiros desde el punto penal. |              |                   |                  |                   |

| Campeón Atlético Nacional Decimoquinto título |

#### Tabla de reclasificación
En esta tabla se tienen en cuenta todos los partidos del año, desde el primero hasta la final que define el título de cada torneo. Además de los campeones de los torneos Apertura y Finalización, el equipo con mejor puntaje de esta tabla, clasificarán a la Copa Libertadores 2016 como Colombia 1, Colombia 2 y Colombia 3, respectivamente. Asimismo, el segundo y el tercer mejor puntaje de esta tabla (no clasificados a la Copa Libertadores), tendrán un cupo a la Copa Sudamericana 2016 —como Colombia 3 y Colombia 4— mientras que los otros cupos que se darán serán para el campeón de la Copa Colombia 2015 (Colombia 1) y el ganador de la Superliga de Colombia 2016 (Colombia 2).

Nota 1: En caso de que haya un mismo campeón en los torneos Apertura y Finalización, a la Copa Libertadores irán los dos mejores en la reclasificación. De otra forma, si uno de los campeones del torneo Apertura y Finalización ya está clasificado a la Copa Sudamericana como campeón de Copa Colombia, y a la vez gana la Superliga de Colombia, el cupo a la Copa Sudamericana que da la Superliga lo tomará el mejor posicionado en la tabla de reclasificación que no haya clasificado a la Copa Libertadores.

Nota 2: Santa Fe ganó la Copa Sudamericana 2015 y por lo tanto reemplazará al último clasificado a Copa Libertadores (Colombia 3), tomando su cupo, y a la vez obtuvo un cupo directo (Colombia 1) a los octavos de final de la Copa Sudamericana 2016, dándole un quinto cupo a Colombia en este certamen en su edición 2016. Siendo así, Colombia tendrá tres cupos a Copa Libertadores de América y cinco a Copa Sudamericana, uno más que lo habitual.

| Pos. | Equipos                | PJ | PG | PE | PP | GF | GC | Dif. | Pts. |
| ---- | ---------------------- | -- | -- | -- | -- | -- | -- | ---- | ---- |
| 1.   | Atlético Nacional (F)  | 48 | 27 | 9  | 12 | 76 | 39 | 37   | 90   |
| 2.   | Independiente Medellín | 50 | 26 | 12 | 12 | 69 | 45 | 24   | 90   |
| 3.   | Junior (CC)            | 48 | 24 | 9  | 15 | 66 | 48 | 18   | 81   |
| 4.   | Deportivo Cali (A)     | 48 | 22 | 13 | 13 | 76 | 62 | 14   | 79   |
| 5.   | Deportes Tolima        | 48 | 22 | 12 | 14 | 61 | 40 | 21   | 78   |
| 6.   | Millonarios            | 44 | 18 | 14 | 12 | 65 | 45 | 20   | 68   |
| 7.   | Santa Fe (CS) (SL)     | 42 | 17 | 14 | 11 | 58 | 38 | 20   | 65   |
| 8.   | Envigado F. C.         | 42 | 17 | 13 | 12 | 42 | 37 | 5    | 64   |
| 9.   | Once Caldas            | 42 | 15 | 15 | 12 | 56 | 49 | 7    | 60   |
| 10.  | Patriotas              | 40 | 16 | 10 | 14 | 41 | 37 | 4    | 58   |
| 11.  | Atlético Huila         | 42 | 15 | 12 | 15 | 48 | 53 | -5   | 57   |
| 12.  | Águilas Doradas        | 40 | 13 | 15 | 12 | 40 | 32 | 8    | 54   |
| 13.  | La Equidad             | 40 | 14 | 12 | 14 | 43 | 48 | -5   | 54   |
| 14.  | Alianza Petrolera      | 42 | 12 | 17 | 13 | 35 | 40 | -5   | 53   |
| 15.  | Cortuluá               | 40 | 11 | 12 | 17 | 42 | 45 | -3   | 45   |
| 16.  | Deportivo Pasto        | 40 | 11 | 6  | 23 | 36 | 70 | -34  | 39   |
| 17.  | Universidad Autónoma   | 40 | 9  | 10 | 21 | 31 | 56 | -25  | 37   |
| 18.  | Boyacá Chicó           | 40 | 7  | 13 | 20 | 26 | 58 | -32  | 34   |
| 19.  | Jaguares               | 40 | 7  | 10 | 23 | 39 | 67 | -28  | 31   |
| 20.  | Cúcuta Deportivo       | 40 | 5  | 12 | 23 | 31 | 70 | -39  | 27   |

Fuente: Web oficial de Dimayor Web Oficial de Win Sports 
|  | Clasificado a Primera fase de Copa Libertadores 2016, Octavos de final de Copa Sudamericana 2016, Recopa Sudamericana 2016 y Copa Suruga Bank 2016. |
|  | Clasificado a la Segunda fase de Copa Libertadores 2016 y a la Primera fase de Copa Sudamericana 2016.                                              |
|  | Clasificado a la Segunda fase de Copa Libertadores 2016.                                                                                            |
|  | Clasificado a la Primera fase de la Copa Sudamericana 2016.                                                                                         |

| (CC) Campeón de la Copa Colombia 2015.         |
| (A) Campeón del Torneo Apertura 2015.          |
| (F) Campeón del Torneo Finalización 2015.      |
| (SL) Campeón de la Superliga de Colombia 2015. |
| (CS) Campeón de la Copa Sudamericana 2015.     |

##### Representantes en competición internacional
| Clasificado como | Copa Libertadores 2016 | Copa Sudamericana 2016 | Recopa Sudamericana 2016 | Copa Suruga Bank 2016 |
| ---------------- | ---------------------- | ---------------------- | ------------------------ | --------------------- |
| Colombia 1       | Deportivo Cali         | Santa Fe               | Santa Fe                 | Santa Fe              |
| Colombia 2       | Atlético Nacional      | Junior                 |                          |                       |
| Colombia 3       | Santa Fe               | Atlético Nacional      |                          |                       |
| Colombia 4       |                        | Independiente Medellín |                          |                       |
| Colombia 5       | Deportes Tolima        |                        |                          |                       |

#### Tabla del descenso
Los ascensos y descensos en el fútbol colombiano se definen por la Tabla de descenso, la cual promedia las campañas: 2013-I, 2013-II, 2014-I, 2014-II, 2015-I y 2015-II. Los puntos de la tabla se obtienen de la división del puntaje total entre partidos jugados, únicamente en la fase de todos contra todos.
Los dos últimos  equipos en dicha tabla descenderán a la Categoría Primera B dándole el ascenso directo al campeón y subcampeón de la segunda categoría. Ya no existirá la serie de promoción en la cual el equipo que ocupaba el penúltimo lugar en la Tabla de descenso, disputaba la serie de promoción ante el subcampeón de la Primera B en partidos de ida y vuelta.
Cabe recordar que en la tabla de descenso no cuentan los partidos por los cuartos de final, la semifinal ni la final del campeonato, únicamente los de la fase todos contra todos. Además, aquellos equipos que consigan el Ascenso mediante los Cuadrangulares de ascenso de Colombia de 2015 para aumentar el número de participantes en la Categoría Primera A, ingresarán con el mismo puntaje del equipo que gane la serie de la Promoción en lo que respecta a la tabla de Descenso.
| Pos.                                          | Equipos                | PJ  | GF  | GC  | Dif. | Pts. | Prom. |
| --------------------------------------------- | ---------------------- | --- | --- | --- | ---- | ---- | ----- |
| 20.                                           | Cúcuta Deportivo (D)   | 112 | 97  | 166 | -69  | 96   | 0.857 |
| 19.                                           | Uniautónoma (D)        | 112 | 97  | 152 | -55  | 106  | 0.946 |
| 18.                                           | Jaguares               | 112 | 109 | 164 | -55  | 110  | 0.982 |
| 17.                                           | Cortuluá               | 112 | 108 | 141 | -33  | 114  | 1.018 |
| 16.                                           | Boyacá Chicó           | 112 | 116 | 156 | -40  | 115  | 1.027 |
| 15.                                           | Deportivo Pasto        | 112 | 121 | 164 | -43  | 130  | 1.161 |
| 14.                                           | Patriotas              | 112 | 111 | 134 | -23  | 137  | 1.223 |
| 13.                                           | La Equidad             | 112 | 116 | 132 | -16  | 140  | 1.250 |
| 12.                                           | Atlético Huila         | 112 | 136 | 147 | -11  | 143  | 1.277 |
| 11.                                           | Alianza Petrolera      | 112 | 108 | 130 | -22  | 145  | 1.295 |
| 10.                                           | Envigado F. C.         | 112 | 116 | 122 | -6   | 148  | 1.321 |
| 9.                                            | Deportes Tolima        | 112 | 143 | 129 | 14   | 163  | 1.455 |
| 8.                                            | Independiente Medellín | 112 | 151 | 128 | 23   | 168  | 1.500 |
| 7.                                            | Águilas Doradas        | 112 | 131 | 113 | 18   | 169  | 1.509 |
| 6.                                            | Once Caldas            | 112 | 152 | 114 | 38   | 170  | 1.518 |
| 5.                                            | Deportivo Cali         | 112 | 160 | 133 | 27   | 172  | 1.536 |
| 4.                                            | Millonarios            | 112 | 159 | 118 | 41   | 174  | 1.554 |
| 3.                                            | Junior                 | 112 | 150 | 125 | 25   | 176  | 1.571 |
| 2.                                            | Santa Fe               | 112 | 159 | 105 | 54   | 184  | 1.643 |
| 1.                                            | Atlético Nacional      | 112 | 185 | 99  | 86   | 211  | 1.884 |
| Última actualización: 23 de noviembre de 2015 |                        |     |     |     |      |      |       |

Fuente: Web oficial de Dimayor
| (D) | Descenso a la Categoría Primera B para la temporada 2016. |

##### Cambios de categoría
|  | Cúcuta Deportivo Uniautónoma |

|  | Atlético Bucaramanga Fortaleza CEIF |

### Categoría Primera B

#### Cuadrangulares de ascenso 2015
En una asamblea realizada en octubre de 2014, la Dimayor aprobó por consenso un cambio de formato en la Categoría Primera A a partir de la temporada 2015: el número de equipos participantes pasaría de dieciocho a veinte equipos. Sin embargo, para la temporada 2014 los ascensos y descensos se mantuvieron de igual forma (un ascenso y un partido de promoción), por lo que los dos equipos adicionales por ascender se definirieron entre los "clubes clase A, que se encuentran en la categoría B" mediante un torneo realizado en enero de 2015: los Cuadrangulares de ascenso de Colombia de 2015, disputados por América de Cali, Atlético Bucaramanga, Cortuluá, Cúcuta Deportivo, Deportes Quindío, Deportivo Pereira, Real Cartagena y Unión Magdalena. Asimismo, se cambió el sistema de ascenso y descenso a partir de 2015: de un descenso y un partido de serie de promoción se pasa a dos descensos directos.

| Ganador Cuadrangular A Cúcuta Deportivo Ascendido a la Primera A 2015 | Ganador Cuadrangular B Cortuluá Ascendido a la Primera A 2015 |
| --------------------------------------------------------------------- | ------------------------------------------------------------- |

#### Primera B 2015
- Cuadrangulares

| Ganador Grupo A Atlético Bucaramanga Ascendido a la Primera A 2016 | Ganador Grupo B Fortaleza CEIF Ascendido a la Primera A 2016 |
| ------------------------------------------------------------------ | ------------------------------------------------------------ |

- Final

| Fecha                                                                | Ciudad      | Equipo local         | Resultado | Equipo visitante     |
| -------------------------------------------------------------------- | ----------- | -------------------- | --------- | -------------------- |
| 6 de diciembre                                                       | Bogotá      | Fortaleza CEIF       | 0 : 2     | Atlético Bucaramanga |
| 12 de diciembre                                                      | Bucaramanga | Atlético Bucaramanga | 0 : 0     | Fortaleza CEIF       |
| Atlético Bucaramanga se coronó campeón con un marcador global de 2:0 |             |                      |           |                      |

| Colombia                                    |
| Campeón Atlético Bucaramanga Segundo título |

### Copa Colombia
- Final

| Fecha                                                   | Ciudad       | Equipo local | Resultado | Equipo visitante |
| ------------------------------------------------------- | ------------ | ------------ | --------- | ---------------- |
| 11 de noviembre                                         | Barranquilla | Junior       | 2 : 0     | Santa Fe         |
| 19 de noviembre                                         | Bogotá       | Santa Fe     | 1 : 0     | Junior           |
| Junior se coronó campeón con un marcador global de 2:1. |              |              |           |                  |

| Colombia                     |
| Campeón Junior Primer título |

### Superliga de Colombia
| Fecha                                                     | Ciudad   | Equipo local      | Resultado | Equipo visitante  |
| --------------------------------------------------------- | -------- | ----------------- | --------- | ----------------- |
| 24 de enero                                               | Medellín | Atlético Nacional | 2 : 1     | Santa Fe          |
| 27 de enero                                               | Bogotá   | Santa Fe          | 2 : 0     | Atlético Nacional |
| Santa Fe se coronó campeón con un marcador global de 3:2. |          |                   |           |                   |

|                                 |
| Colombia                        |
| Campeón Santa Fe Segundo título |

## Torneos internacionales

### Copa Libertadores de América
| Equipo            | Fase final       | Pts. | PJ | PG | PE | PP | GF | GC | DG | Rend.  |
| ----------------- | ---------------- | ---- | -- | -- | -- | -- | -- | -- | -- | ------ |
| Once Caldas       | Primera fase     | 1    | 2  | 0  | 1  | 1  | 1  | 5  | -4 | 16,7 % |
| Atlético Nacional | Octavos de final | 14   | 8  | 4  | 2  | 2  | 12 | 9  | 3  | 52,4 % |
| Santa Fe          | Cuartos de final | 18   | 10 | 6  | 0  | 4  | 14 | 9  | 5  | 60 %   |

### Copa Sudamericana
| Equipo          | Fase final       | Pts. | PJ | PG | PE | PP | GF | GC | DG | Rend.  |
| --------------- | ---------------- | ---- | -- | -- | -- | -- | -- | -- | -- | ------ |
| Águilas Doradas | Segunda fase     | 5    | 4  | 1  | 2  | 1  | 5  | 4  | 1  | 41,7 % |
| Junior          | Segunda fase     | 6    | 4  | 2  | 0  | 2  | 6  | 6  | 0  | 50 %   |
| Deportes Tolima | Octavos de final | 6    | 6  | 1  | 3  | 2  | 3  | 3  | 0  | 33,3 % |
| Santa Fe        | Campeón          | 18   | 12 | 4  | 6  | 2  | 10 | 5  | 5  | 50 %   |

#### Final
| Fecha | Ciudad       | Equipo local | Resultado        | Equipo visitante |
| --- | ------------ | ------------ | ---------------- | ---------------- |
| 2 de diciembre                                                                                               | Buenos Aires | Huracán      | 0 : 0            | Santa Fe         |
| 9 de diciembre                                                                                               | Bogotá       | Santa Fe     | 0 : 0 (3:1 pen.) | Huracán          |
| Santa Fe se coronó campeón con un marcador global de 0:0 y ganando desde los tiros desde el punto penal 3:1. |              |              |                  |                  |

|                                |
| Colombia                       |
| Campeón Santa Fe Primer título |

### Copa Libertadores de América Femenina
| Equipo         | Fase final             | Pts. | PJ | PG | PE | PP | GF | GC | DG | Rend.  |
| -------------- | ---------------------- | ---- | -- | -- | -- | -- | -- | -- | -- | ------ |
| Real Pasión    | Primera fase (Grupo A) | 1    | 3  | 0  | 1  | 2  | 1  | 8  | -7 | 11,1 % |
| Formas Íntimas | Primera fase (Grupo C) | 6    | 3  | 2  | 0  | 1  | 20 | 3  | 17 | 66,7 % |

## Selección nacional masculina

### Mayores

#### Copa América
| Equipo             | Pt | PJ | PG | PE | PP | GF | GC | DG | Rend.  |
| ------------------ | -- | -- | -- | -- | -- | -- | -- | -- | ------ |
| Selección nacional | 5  | 4  | 1  | 2  | 1  | 1  | 1  | 0  | 41,7 % |

- Resultado final: Eliminado en Cuartos de final.

Grupo C
| Selección | Pts. | PJ | PG | PE | PP | GF | GC | Dif |
| --------- | ---- | -- | -- | -- | -- | -- | -- | --- |
| Brasil    | 6    | 3  | 2  | 0  | 1  | 4  | 3  | 1   |
| Perú      | 4    | 3  | 1  | 1  | 1  | 2  | 2  | 0   |
| Colombia  | 4    | 3  | 1  | 1  | 1  | 1  | 1  | 0   |
| Venezuela | 3    | 2  | 1  | 0  | 2  | 2  | 3  | -1  |

| 14 de junio de 2015, 16:00 (UTC-3) | Colombia | 0:1 (0:0) | Venezuela  | Estadio El Teniente, Rancagua                            |                                                          |
|                                    |          | Reporte   | Rondón 59' | Asistencia: 12 387 espectadores Árbitro(s): Andrés Cunha | Asistencia: 12 387 espectadores Árbitro(s): Andrés Cunha |

| 17 de junio de 2015, 21:00 (UTC-3) | Brasil | 0:1 (0:1) | Colombia           | Estadio Monumental, Santiago                              |                                                           |
|                                    |        | Reporte   | Jeison Murillo 36' | Asistencia: 44 008 espectadores Árbitro(s): Enrique Osses | Asistencia: 44 008 espectadores Árbitro(s): Enrique Osses |

| 21 de junio de 2015, 16:00 (UTC-3) | Colombia | 0:0     | Perú | Estadio Germán Becker, Temuco                             |                                                           |
|                                    |          | Reporte |      | Asistencia: 17 231 espectadores Árbitro(s): Néstor Pitana | Asistencia: 17 231 espectadores Árbitro(s): Néstor Pitana |

Cuartos de final
| 26 de junio de 2015, 20:30 (UTC-3) | Argentina                                                | 0:0 (5:4 p.)               | Colombia                                                                      | Estadio Sausalito, Viña del Mar                            |                                                            |
|                                    |                                                          | Reporte                    |                                                                               | Asistencia: 21 508 espectadores Árbitro(s): Roberto García | Asistencia: 21 508 espectadores Árbitro(s): Roberto García |
|                                    |                                                          | Tiros desde el punto penal |                                                                               |                                                            |                                                            |
|                                    | Messi · Garay · Banega · Lavezzi · Biglia · Rojo · Tévez |                            | J. Rodríguez · Falcao García · Cuadrado · Muriel · Cardona · Zúñiga · Murillo |                                                            |                                                            |

#### Partidos de la Selección mayor en 2015
| Fecha           | Lugar                                                  | Rival      | Marcador           | Competencia            | Goles de Colombia                                                                                     |
| --------------- | ------------------------------------------------------ | ---------- | ------------------ | ---------------------- | --- |
| 26 de marzo     | Estadio Nacional de Baréin Riffa, Baréin               | Baréin     | 6 : 0              | Amistoso               | 14' Carlos Bacca · 32', 35' Falcao García · 58' Adrián Ramos · 78' Johan Mojica · 81' Andrés Rentería |
| 30 de marzo     | Estadio Al-Rashid Dubái, Emiratos Árabes Unidos        | Kuwait     | 3 : 1              | Amistoso               | 21' Abel Aguilar · 68' Edwin Cardona · 73' (pen.) Falcao García                                       |
| 6 de junio      | Estadio Diego Armando Maradona Buenos Aires, Argentina | Costa Rica | 1 : 0              | Amistoso               | 46' Falcao García                                                                                     |
| 14 de junio     | Estadio El Teniente Rancagua, Chile                    | Venezuela  | 0 : 1              | Copa América 2015      | Sin goles                                                                                             |
| 17 de junio     | Estadio Monumental Santiago de Chile, Chile            | Brasil     | 1 : 0              | Copa América 2015      | 36' Jeison Murillo                                                                                    |
| 21 de junio     | Estadio Germán Becker Temuco, Chile                    | Perú       | 0 :0               | Copa América 2015      | Sin goles                                                                                             |
| 26 de junio     | Estadio Sausalito Viña del Mar, Chile                  | Argentina  | 0 : 0 (4 : 5 pen.) | Copa América 2015      | Sin goles                                                                                             |
| 8 de septiembre | Red Bull Arena Nueva Jersey, Estados Unidos            | Perú       | 1 : 1              | Amistoso internacional | 37' Carlos Bacca                                                                                      |
| 9 de octubre    | Estadio Metropolitano Barranquilla, Colombia           | Perú       | 2 : 0              | Eliminatorias 2018     | 36' Teófilo Gutiérrez · 90+4' Edwin Cardona                                                           |
| 13 de octubre   | Estadio Centenario Montevideo, Uruguay                 | Uruguay    | 0 : 3              | Eliminatorias 2018     | Sin goles                                                                                             |
| 12 de noviembre | Estadio Nacional Santiago, Chile                       | Chile      | 1 : 1              | Eliminatorias 2018     | 68' James Rodríguez                                                                                   |
| 17 de noviembre | Estadio Metropolitano Barranquilla, Colombia           | Argentina  | 0 : 1              | Eliminatorias 2018     | Sin goles                                                                                             |

### Sub-20

#### Campeonato Sudamericano de Fútbol Sub-20
| Equipo                    | Pt | PJ | PG | PE | PP | GF | GC | DG | Rend.  |
| ------------------------- | -- | -- | -- | -- | -- | -- | -- | -- | ------ |
| Selección nacional Sub-20 | 15 | 9  | 4  | 3  | 2  | 12 | 5  | 7  | 55,6 % |

- Resultado final: Subcampeón. Clasificado a la Copa Mundial de Fútbol Sub-20 y a repechaje por los Juegos Olímpicos.

#### Copa Mundial de Fútbol Sub-20
| Equipo                    | Pt | PJ | PG | PE | PP | GF | GC | DG | Rend.  |
| ------------------------- | -- | -- | -- | -- | -- | -- | -- | -- | ------ |
| Selección nacional Sub-20 | 4  | 4  | 1  | 1  | 2  | 3  | 5  | -2 | 33,3 % |

- Resultado final: Eliminado en Octavos de final.

Grupo C
| Equipo   | Pts | PJ | PG | PE | PP | GF | GC | Dif |
| -------- | --- | -- | -- | -- | -- | -- | -- | --- |
| Portugal | 9   | 3  | 3  | 0  | 0  | 10 | 1  | 9   |
| Colombia | 4   | 3  | 1  | 1  | 1  | 3  | 4  | -1  |
| Senegal  | 4   | 3  | 1  | 1  | 1  | 3  | 5  | -2  |
| Catar    | 0   | 3  | 0  | 0  | 3  | 1  | 7  | -6  |

| 31 de mayo de 2015, 13:00 (UTC+12) | Catar | 0:1 (0:1) | Colombia      | Waikato Stadium, Hamilton                                 |                                                           |
|                                    |       | Reporte   | Rodríguez 23' | Asistencia: 7 461 espectadores Árbitro(s): Matthew Conger | Asistencia: 7 461 espectadores Árbitro(s): Matthew Conger |

| 3 de junio de 2015, 19:00 (UTC+12) | Colombia          | 1:1 (1:1) | Senegal   | Forsyth Barr Stadium, Dunedin |                        |
|                                    | Zapata 43' (pen.) | Reporte   | Thiam 23' | Árbitro(s): István Vad        | Árbitro(s): István Vad |

| 6 de junio de 2015, 13:00 (UTC+12) | Colombia  | 1:3 (0:1) | Portugal                         | Waikato Stadium, Hamilton  |                            |
|                                    | Borré 74' | Reporte   | Santos 3' · Silva 55' (pen.) 67' | Árbitro(s): Henry Bejarano | Árbitro(s): Henry Bejarano |

Octavos de final
| 10 de junio de 2015, 19:30 (UTC+12) | Estados Unidos | 1:0 (0:0) | Colombia | Westpac Stadium, Wellington |                        |
|                                     | Rubin 58'      | Reporte   |          | Árbitro(s): Ivan Bebek      | Árbitro(s): Ivan Bebek |

### Sub-17

#### Campeonato Sudamericano de Fútbol Sub-17
| Equipo                    | Pt | PJ | PG | PE | PP | GF | GC | DG | Rend.  |
| ------------------------- | -- | -- | -- | -- | -- | -- | -- | -- | ------ |
| Selección nacional sub-17 | 9  | 9  | 2  | 3  | 4  | 11 | 15 | -4 | 33,3 % |

- Resultado final: Sexto lugar en el torneo.

### Sub-15

#### Campeonato Sudamericano de Fútbol Sub-15
| Equipo                    | Pt | PJ | PG | PE | PP | GF | GC | DG | Rend. |
| ------------------------- | -- | -- | -- | -- | -- | -- | -- | -- | ----- |
| Selección nacional sub-15 | 6  | 4  | 2  | 0  | 2  | 11 | 12 | -1 | 50 %  |

- Resultado final: Eliminado en primera fase

## Selección nacional femenina

### Mayores

#### Partidos peparatorios de la Selección mayor en 2015
| Fecha       | Lugar                                           | Rival      | Marcador | Competencia            | Goles de Colombia                                                              |
| ----------- | ----------------------------------------------- | ---------- | -------- | ---------------------- | ------------------------------------------------------------------------------ |
| 17 de marzo | Estadio General Santander Cúcuta, Colombia      | Venezuela  | 3 : 0    | Amistoso internacional | 73' Yoreli Rincón · 82' Lady Andrade · 90' Yisela Cuesta                       |
| 19 de marzo | Estadio General Santander Cúcuta, Colombia      | Venezuela  | 3 : 1    | Amistoso internacional | 30' 33' Tatiana Ariza · 80' Catalina Usme                                      |
| 11 de abril | Estadio Olímpico de Tulcán Tulcán, Ecuador      | Ecuador    | 4 : 1    | Amistoso internacional | 3' Catalina Usme · 17' Nataly Arias · 45'+1' Ingrid Vidal · 62' Corina Clavijo |
| 15 de abril | Estadio Departamental Libertad Pasto, Colombia  | Ecuador    | 2 : 1    | Amistoso internacional | 5' Ingrid Vidal · 90'+3' Gisela Arrieta                                        |
| 31 de mayo  | Regency Athletic Complex Denver, Estados Unidos | Costa Rica | 2 : 1    | Amistoso internacional | Catalina Usme                                                                  |

#### Copa Mundial Femenina de Fútbol
| Equipo                      | Pts. | PJ | PG | PE | PP | GF | GC | DG | Rend.  |
| --------------------------- | ---- | -- | -- | -- | -- | -- | -- | -- | ------ |
| Selección nacional femenina | 4    | 4  | 1  | 1  | 2  | 4  | 5  | -1 | 33.33% |

- Resultado final: Eliminado en Octavos de final.

Grupo F
| Equipo     | Pts | PJ | PG | PE | PP | GF | GC | Dif |
| ---------- | --- | -- | -- | -- | -- | -- | -- | --- |
| Francia    | 6   | 3  | 2  | 0  | 1  | 6  | 2  | 4   |
| Inglaterra | 6   | 3  | 2  | 0  | 1  | 4  | 3  | 1   |
| Colombia   | 4   | 3  | 1  | 1  | 1  | 4  | 3  | 1   |
| México     | 1   | 3  | 0  | 1  | 2  | 2  | 8  | -6  |

| 9 de junio de 2015 | Colombia    | 1:1 (0:1) | México    | Estadio de Moncton, Moncton |                            |
|                    | Montoya 82' | Reporte   | Pérez 36' | Árbitro(s): Therese Neguel  | Árbitro(s): Therese Neguel |

| 13 de junio de 2015 | Francia | 0:2 (0:1) | Colombia                 | Estadio de Moncton, Moncton |                       |
|                     |         | Reporte   | Andrade 19' · Usme 90+3' | Árbitro(s): Liang Qin       | Árbitro(s): Liang Qin |

| 17 de junio de 2015 | Inglaterra                       | 2:1 (2:0) | Colombia | Estadio Olímpico de Montreal, Montreal |                                |
|                     | Carney 15' · Williams 38' (pen.) | Reporte   |          | Árbitro(s): Carol Anne Chenard         | Árbitro(s): Carol Anne Chenard |

Octavos de final
| 22 de junio de 2015, 18:00 | Estados Unidos                | 2:0 (0:0) | Colombia | Estadio de la Mancomunidad, Edmonton                           |                                                                |
|                            | Morgan 53' · Lloyd 66' (pen.) | Reporte   |          | Asistencia: 19 412 espectadores Árbitro(s): Stephanie Frappart | Asistencia: 19 412 espectadores Árbitro(s): Stephanie Frappart |

#### Juegos Panamericanos
| Equipo                      | Pts. | PJ | PG | PE | PP | GF | GC | DG | Rend. |
| --------------------------- | ---- | -- | -- | -- | -- | -- | -- | -- | ----- |
| Selección nacional femenina | 10   | 5  | 3  | 1  | 1  | 5  | 5  | 0  |       |

- Resultado final: Ganador de la medalla de plata

| Colombia                                                |
| Ganador de la medalla de plata Colombia Primera ocasión |